# T Lopez
Christina "T" López is een Amerikaans actrice en zangeres uit Ontario (Californië).

## Filmografie
- Ghost Whisperer (2007) (tv) Thea
- The Suite Life of Zack and Cody (2005) (tv) Brandi
- The Boys & Girls Guide to Getting Down (2006) (film) Power women
- CSI: Crime Scene Investigation (2000) (tv) Joslynn Raines
- Hollywood Kills (2006) Kristin
- Charmed (2006) (tv) Allison
- South of Nowhere (tv) (2005)
- The Soluna Project (tv-pilot) (2004)
- The Brothers Garcia (2003) (tv) zichzelf